# Werner Jarowinsky
Werner Jarowinsky (Leningrád, 1927. április 25. – Berlin, 1990. október 22.) német közgazdász, politikus, a Német Szocialista Egységpárt magas rangú funkcionáriusa volt az egykori Német Demokratikus Köztársaságban.

## Élete
A Német Szocialista Egységpárt tagja 1945 óta. Diplomáját a berlini Humboldt Egyetem közgazdasági tanszékén szerezte 1951-ben. 1956-ban a kereskedelmi kutatóintézet vezetője, 1959-től a Kereskedelmi Minisztérium államtitkára. 1963-tól a Német Szocialista Egységpárt Központi Bizottságának tagja és Politikai Bizottságának (Politbüro) tagjelöltje. 1984-ben a Politikai Bizottság tagjává választották. Munkásságát 1987-ben magas rangú állami kitüntetéssel (Karl-Marx-Orden) jutalmazták. A rendszerváltás után 1990. január 20-án kizárták az NSzEP-ből.

## Fordítás
Ez a szócikk részben vagy egészben a Werner Jarowinsky című német Wikipédia-szócikk fordításán alapul.  Az eredeti cikk szerkesztőit annak laptörténete sorolja fel. Ez a jelzés csupán a megfogalmazás eredetét és a szerzői jogokat jelzi, nem szolgál a cikkben szereplő információk forrásmegjelöléseként.